# The Other Side (Jason Derülo)
The other side is de eerste single van Jason Derulo's derde studioalbum Tattoos. Het nummer is het eerste in ruim twee jaar tijd van Derulo. De vorige single Undefeated was voor een promotiecampagne van Coca-Cola. The other side is geschreven over Jason's vriendin Jordin Sparks

## Achtergrond
Jason kondigde het nummer aan op Facebook, hij schreef "Dichter bij het uitkomen van nieuwe muziek dan je denkt". Enkele dagen nadien postte hij op het internet de hoes van de single. Een week voor de release kwam er een afteller op Tumblr. Het nummer ging uiteindelijk in première op 16 april 2013 in het radioprogramma "On Air With Ryan". Enkele uren later verscheen de helft van het lied op Derulo's YouTube account. Het volledige lied verscheen op YouTube op 23 april. De muziekvideo verscheen op 30 april 2013.
In een interview op 2 mei 2013 zei Jason dat het nummer geïnspireerd is door Billie Jean van Michael Jackson en Like a Virgin van Madonna. "Door hun beats te vernieuwen naar een eigentijds nummer creëer je "The Other Side" " zegt hij.

## De Video
- Songtekst: De lyric video van Jason Derulo verscheen volledig op 23 april 2013. In de video is er gebruikgemaakt van danspasjes en special effects. Na vijf dagen behaalde het filmpje al ruim 200 duizend kijkers.
- Muziek Video: De muziekvideo werd ingeblikt op 8 April 2013. Jason poste enkele foto's op sociale websites zodat zijn fans hem konden volgen. Op 26 april verscheen een achter de schermen video van de clip. Op 30 april 2013 verscheen de volledige clip. De clip begint met de stem van Jason die een inleiding geeft. Tijdens de video wordt er veel gedanst, zo wordt er een hoofdstand gedaan tijdens het liedje. De videoclip werd geregisseerd door Colin Tilley, die eveneens Derulo's hits zoals It Girl inblikte.

## Hitnoteringen
| Hitlijst               | Datum van binnenkomst | Hoogste positie | Aantal weken | Laatste notering |
| ---------------------- | --------------------- | --------------- | ------------ | ---------------- |
| Single Top 100         | 11-05-2013            | 52              | 13           | 03-08-2013       |
| Nederlandse Top 40     | 25-05-2013            | 30              | 5            | 22-06-2013       |
| Vlaamse Ultratop 50    | 04-05-2013            | tip19           |              | 01-06-2013       |
| Australische Top 50    | 05-05-2013            | 4               | 16           | 18-08-2013       |
| Deense Top 40          | 05-07-2013            | 36              | 1            | 05-07-2013       |
| Duitse Top 100         | 13-07-2013            | 35              | 3            | 27-07-2013       |
| Franse Top 200         | 15-06-2013            | 49              | 20           | 26-10-2013       |
| Nieuw-Zeelandse Top 40 | 29-04-2013            | 12              | 14           | 29-07-2013       |
| Oostenrijkse Top 75    | 03-05-2013            | 30              | 15           | 30-08-2013       |
| Spaanse Top 50         | 14-07-2013            | 50              | 1            | 14-07-2013       |
| UK Singles Chart       | 29-06-2013            | 2               | 27           | 11-01-2014       |
| Billboard Hot 100      | 04-05-2013            | 18              | 21           | 21-09-2013       |
| Zweedse Top 60         | 12-07-2013            | 49              | 8            | 30-08-2013       |
| Zwitserse Top 75       | 19-05-2013            | 19              | 19           | 06-10-2013       |

### Nederlandse Top 40
| Hitnotering: 25-05-2013 t/m 22-06-2013 | Hitnotering: 25-05-2013 t/m 22-06-2013 | Hitnotering: 25-05-2013 t/m 22-06-2013 | Hitnotering: 25-05-2013 t/m 22-06-2013 | Hitnotering: 25-05-2013 t/m 22-06-2013 | Hitnotering: 25-05-2013 t/m 22-06-2013 | Hitnotering: 25-05-2013 t/m 22-06-2013 |
| Week:                                  | 1                                      | 2                                      | 3                                      | 4                                      | 5                                      |                                        |
| -------------------------------------- | -------------------------------------- | -------------------------------------- | -------------------------------------- | -------------------------------------- | -------------------------------------- | -------------------------------------- |
| Positie:                               | 37                                     | 36                                     | 38                                     | 30                                     | 37                                     | uit                                    |

### NederlandseSingle Top 100
| Hitnotering: 11-05-2013 t/m | Hitnotering: 11-05-2013 t/m | Hitnotering: 11-05-2013 t/m | Hitnotering: 11-05-2013 t/m | Hitnotering: 11-05-2013 t/m | Hitnotering: 11-05-2013 t/m | Hitnotering: 11-05-2013 t/m | Hitnotering: 11-05-2013 t/m | Hitnotering: 11-05-2013 t/m | Hitnotering: 11-05-2013 t/m | Hitnotering: 11-05-2013 t/m | Hitnotering: 11-05-2013 t/m | Hitnotering: 11-05-2013 t/m | Hitnotering: 11-05-2013 t/m | Hitnotering: 11-05-2013 t/m | Hitnotering: 11-05-2013 t/m | Hitnotering: 11-05-2013 t/m | Hitnotering: 11-05-2013 t/m | Hitnotering: 11-05-2013 t/m | Hitnotering: 11-05-2013 t/m | Hitnotering: 11-05-2013 t/m |
| Week:                       | 1                           | 2                           | 3                           | 4                           | 5                           | 6                           | 7                           | 8                           | 9                           | 10                          | 11                          | 12                          | 13                          | 14                          | 15                          | 16                          | 17                          | 18                          | 19                          | 20                          |
| --------------------------- | --------------------------- | --------------------------- | --------------------------- | --------------------------- | --------------------------- | --------------------------- | --------------------------- | --------------------------- | --------------------------- | --------------------------- | --------------------------- | --------------------------- | --------------------------- | --------------------------- | --------------------------- | --------------------------- | --------------------------- | --------------------------- | --------------------------- | --------------------------- |
| Positie:                    | 85                          | 93                          | 96                          | 69                          | 80                          | 65                          | 64                          | 76                          | 52                          | 63                          | 80                          | 78                          | 95                          |                             |                             |                             |                             |                             |                             |                             |